# Cour-Saint-Maurice
Pour les articles homonymes, voir Cour et Saint-Maurice.
Cour-Saint-Maurice est une commune française située dans le département du Doubs, la région culturelle et historique de Franche-Comté et la région administrative Bourgogne-Franche-Comté.
Ses habitants sont appelés les Maurisois et Maurisoises.

## Géographie

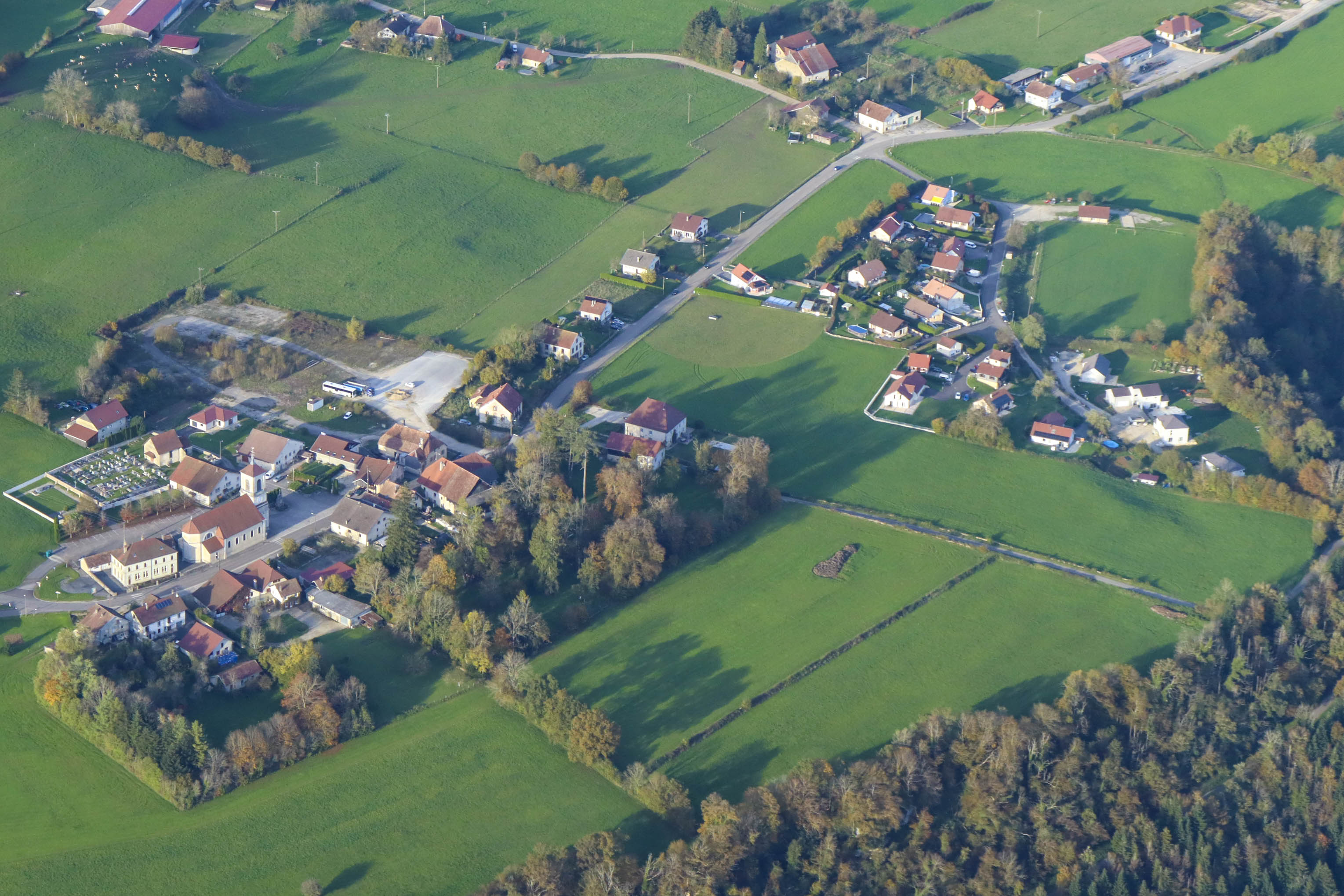
Vue aérienne de Cour-Saint-Maurice.

Cette commune est située sur la rive gauche du Dessoubre.

### Toponymie
Sancto Mauricii en 1275 ; Sancti Mauricii à la fin du  XIVe siècle ; Saint-Maurice et Cour en 1417 ; Saint-Maurice du Bois au XVe siècle ; Saint-Moris en Montaigne en 1475 ; Saint Mauris hors des forêts au XVIe siècle ; Saint-Maurice-lez-Vaucluse au XVIIIe siècle ; Saint-Maurice en 1790.

### Climat
Pour des articles plus généraux, voir Climat de la Bourgogne-Franche-Comté et Climat du Doubs.
En 2010, le climat de la commune est de type climat de montagne, selon une étude du Centre national de la recherche scientifique s'appuyant sur une série de données couvrant la période 1971-2000. En 2020, Météo-France publie une typologie des climats de la France métropolitaine dans laquelle la commune est exposée à un climat de montagne ou de marges de montagne et est dans la région climatique  Jura, caractérisée par une forte pluviométrie en toutes saisons (1 000 à 1 500 mm/an), des hivers rigoureux et un ensoleillement médiocre. 
Pour la période 1971-2000, la température annuelle moyenne est de 9,2 °C, avec une amplitude thermique annuelle de 17,3 °C. Le cumul annuel moyen de précipitations est de 1 538 mm, avec 12,4 jours de précipitations en janvier et 11,3 jours en juillet. Pour la période 1991-2020, la température moyenne annuelle observée sur la station météorologique de Météo-France la plus proche, « Maiche », sur la commune de Maîche à 8 km à vol d'oiseau, est de 7,7 °C et le cumul annuel moyen de précipitations est de 1 433,0 mm. 
La température maximale relevée sur cette station est de 34,9 °C, atteinte le 25 juillet 2019 ; la température minimale est de −26,8 °C, atteinte le 1er mars 2005,,. 
Les paramètres climatiques de la commune ont été estimés pour le milieu du siècle (2041-2070) selon différents scénarios d'émission de gaz à effet de serre à partir des nouvelles projections climatiques de référence DRIAS-2020. Ils sont consultables sur un site dédié publié par Météo-France en novembre 2022.

## Urbanisme

### Typologie
Au 1er janvier 2024, Cour-Saint-Maurice est catégorisée commune rurale à habitat dispersé, selon la nouvelle grille communale de densité à 7 niveaux définie par l'Insee en 2022.
Elle est située hors unité urbaine. Par ailleurs la commune fait partie de l'aire d'attraction de Maîche, dont elle est une commune de la couronne,. Cette aire, qui regroupe 23 communes, est catégorisée dans les aires de moins de 50 000 habitants,.

### Occupation des sols
L'occupation des sols de la commune, telle qu'elle ressort de la base de données européenne d’occupation biophysique des sols Corine Land Cover (CLC), est marquée par l'importance des forêts et milieux semi-naturels (57,8 % en 2018), une proportion identique à celle de 1990 (57,8 %). La répartition détaillée en 2018 est la suivante : 
forêts (57,8 %), zones agricoles hétérogènes (36,5 %), prairies (5,8 %). L'évolution de l’occupation des sols de la commune et de ses infrastructures peut être observée sur les différentes représentations cartographiques du territoire : la carte de Cassini (XVIIIe siècle), la carte d'état-major (1820-1866) et les cartes ou photos aériennes de l'IGN pour la période actuelle (1950 à aujourd'hui).

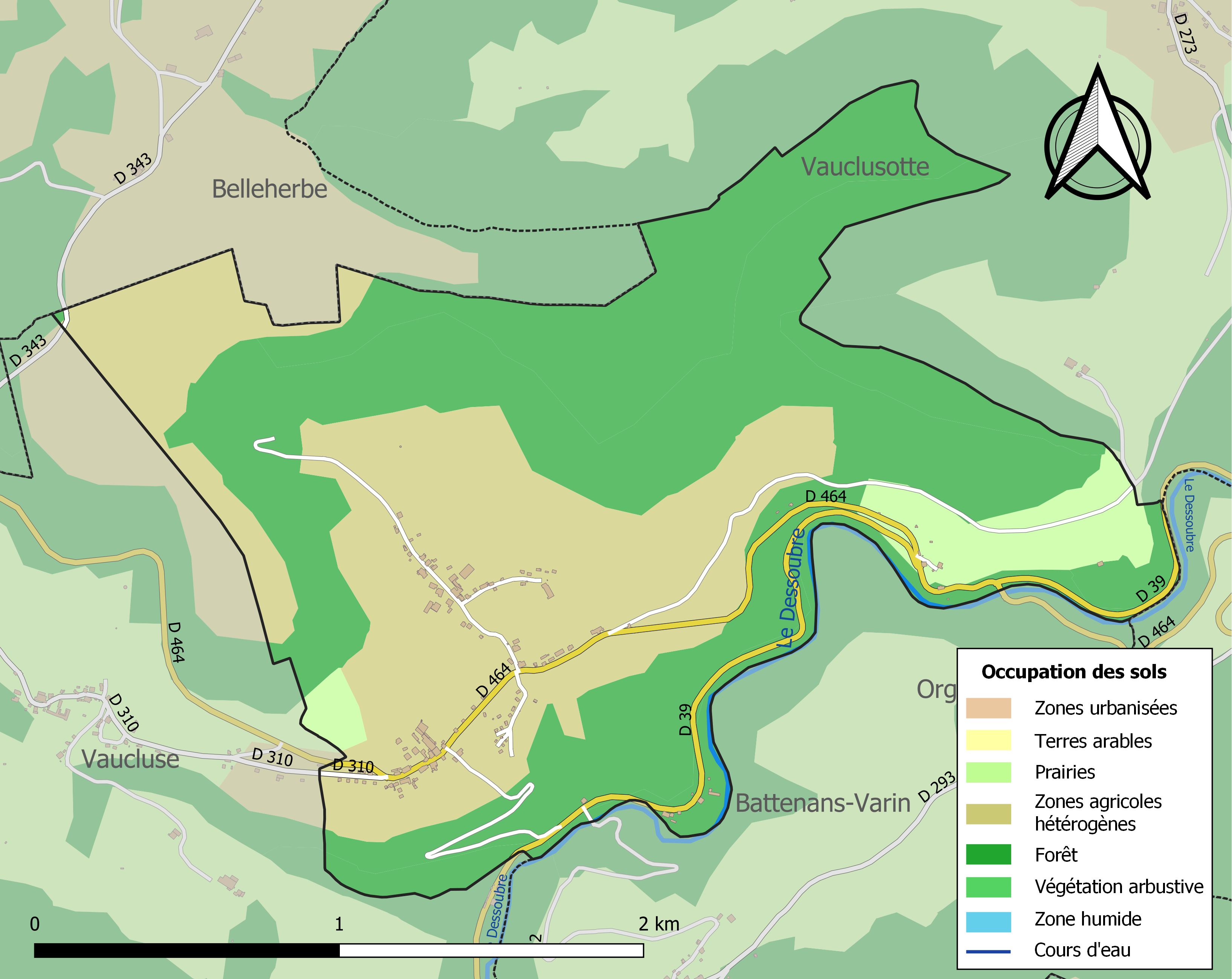
Carte des infrastructures et de l'occupation des sols de la commune en 2018 (CLC).

## Politique et administration

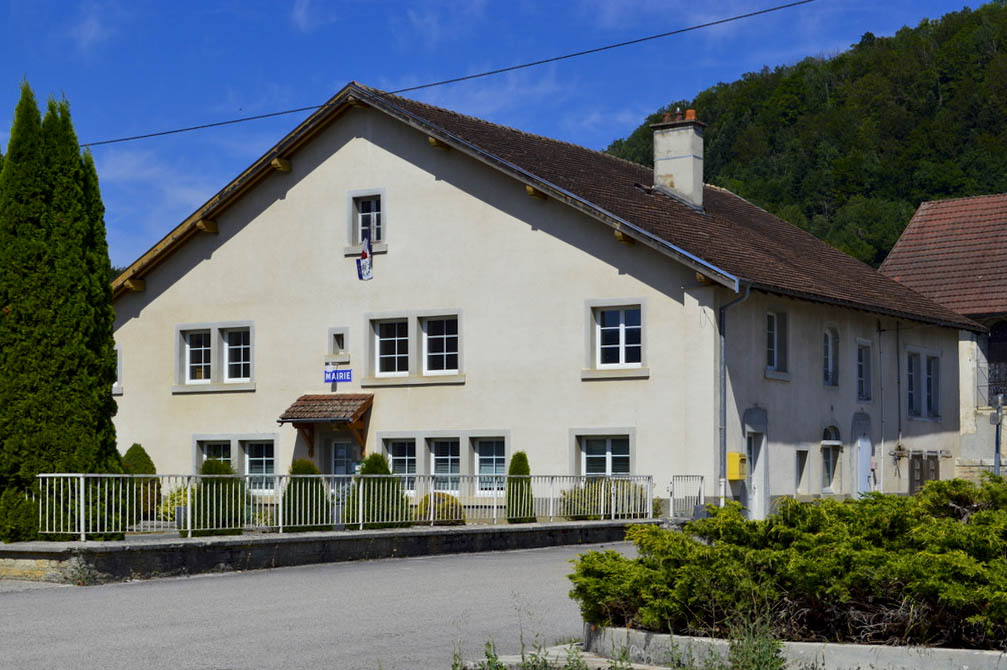
La mairie.

| Période                                  | Période                     | Identité                                          | Étiquette | Qualité  |
| ---------------------------------------- | --------------------------- | ------------------------------------------------- | --------- | -------- |
| avant 1995                               | 2008                        | Eloi Della Chiesa                                 | DVD       |          |
| 2008                                     | En cours (au 1er juin 2020) | Yves-Marie Parent, Réélu pour le mandat 2020-2026 | DVD       | Retraité |
| Les données manquantes sont à compléter. |                             |                                                   |           |          |

## Démographie
L'évolution du nombre d'habitants est connue à travers les recensements de la population effectués dans la commune depuis 1793. Pour les communes de moins de 10 000 habitants, une enquête de recensement portant sur toute la population est réalisée tous les cinq ans, les populations de référence des années intermédiaires étant quant à elles estimées par interpolation ou extrapolation. Pour la commune, le premier recensement exhaustif entrant dans le cadre du nouveau dispositif a été réalisé en 2006.

En 2022, la commune comptait 148 habitants, en évolution de −6,33 % par rapport à 2016 (Doubs : +1,88 %, France hors Mayotte : +2,11 %).
| 1793 | 1800 | 1806 | 1821 | 1831 | 1836 | 1841 | 1846 | 1851 |
| ---- | ---- | ---- | ---- | ---- | ---- | ---- | ---- | ---- |
| 160  | 193  | 225  | 226  | 198  | 207  | 206  | 231  | 217  |

| 1856 | 1861 | 1866 | 1872 | 1876 | 1881 | 1886 | 1891 | 1896 |
| ---- | ---- | ---- | ---- | ---- | ---- | ---- | ---- | ---- |
| 236  | 198  | 219  | 216  | 245  | 240  | 235  | 238  | 234  |

| 1901 | 1906 | 1911 | 1921 | 1926 | 1931 | 1936 | 1946 | 1954 |
| ---- | ---- | ---- | ---- | ---- | ---- | ---- | ---- | ---- |
| 257  | 282  | 272  | 192  | 187  | 189  | 212  | 205  | 220  |

| 1962 | 1968 | 1975 | 1982 | 1990 | 1999 | 2006 | 2011 | 2016 |
| ---- | ---- | ---- | ---- | ---- | ---- | ---- | ---- | ---- |
| 221  | 203  | 200  | 175  | 155  | 157  | 177  | 165  | 158  |

| 2021 | 2022 | - | - | - | - | - | - | - |
| ---- | ---- | - | - | - | - | - | - | - |
| 148  | 148  | - | - | - | - | - | - | - |

## Lieux et monuments

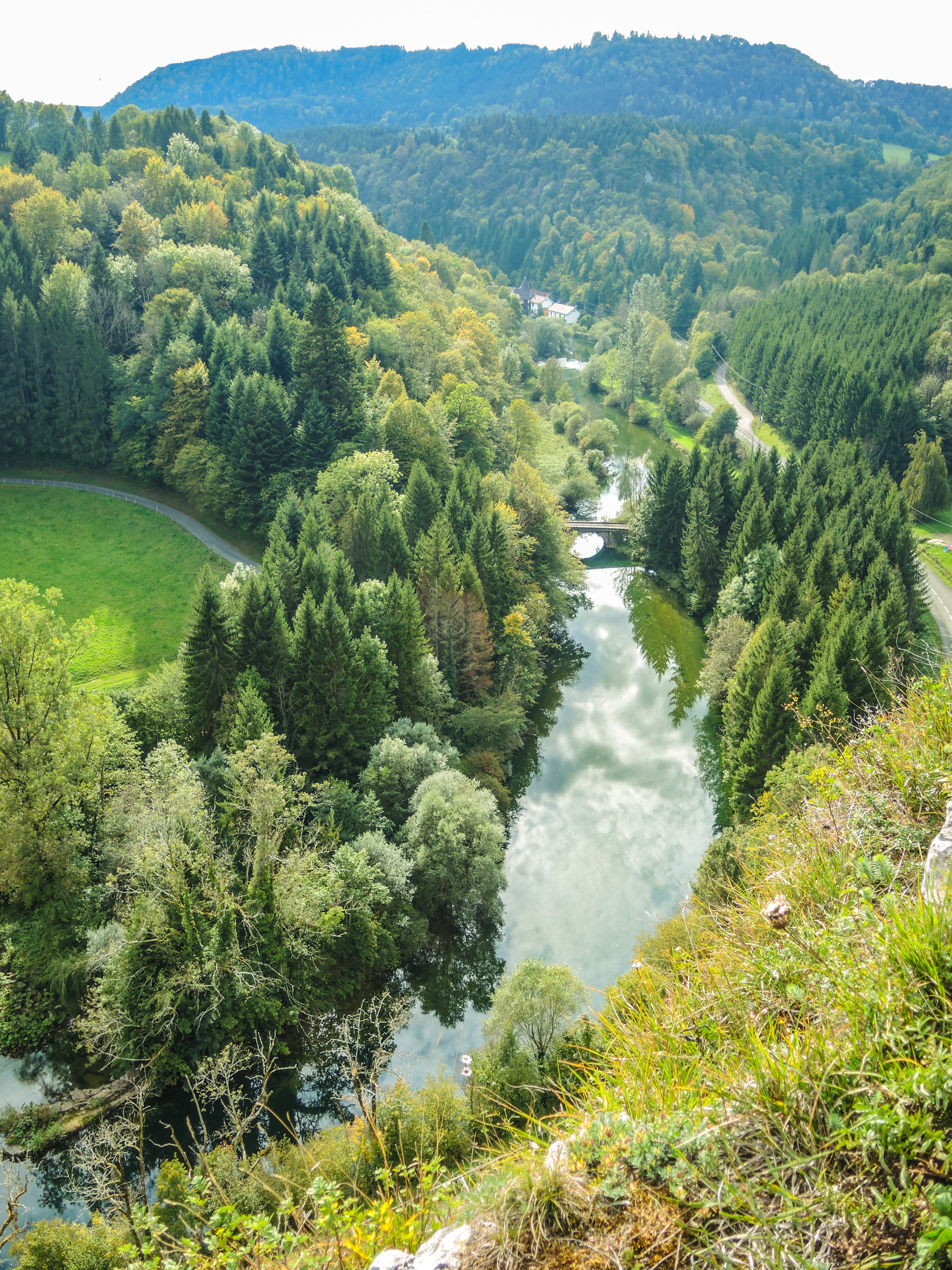
Le Dessoubre, en amont de Pont-Neuf, vu du belvédère du Baron. On y aperçoit le lieu dît "Le Bout du pont"

- Le belvédère de cour Saint-Maurice : le belvédère du Baron est un lieu magnifique qui attire plusieurs centaines de touristes par an. Une grande partie de la vallée du Dessoubre peut être aperçue à partir de ce point de vue exceptionnel.
- La chapelle du cimetière, vestiges de l'ancienne église paroissiale, inscrite aux monuments historiques en 2008.
- L'église, datant du XIIe siècle et reconstruite au XVIIIe siècle, abrite de nombreuses pièces de mobilier, dont la plupart sont classées aux Monuments Historiques. S'y trouve également une châsse qui contient les restes de saint Ursin.

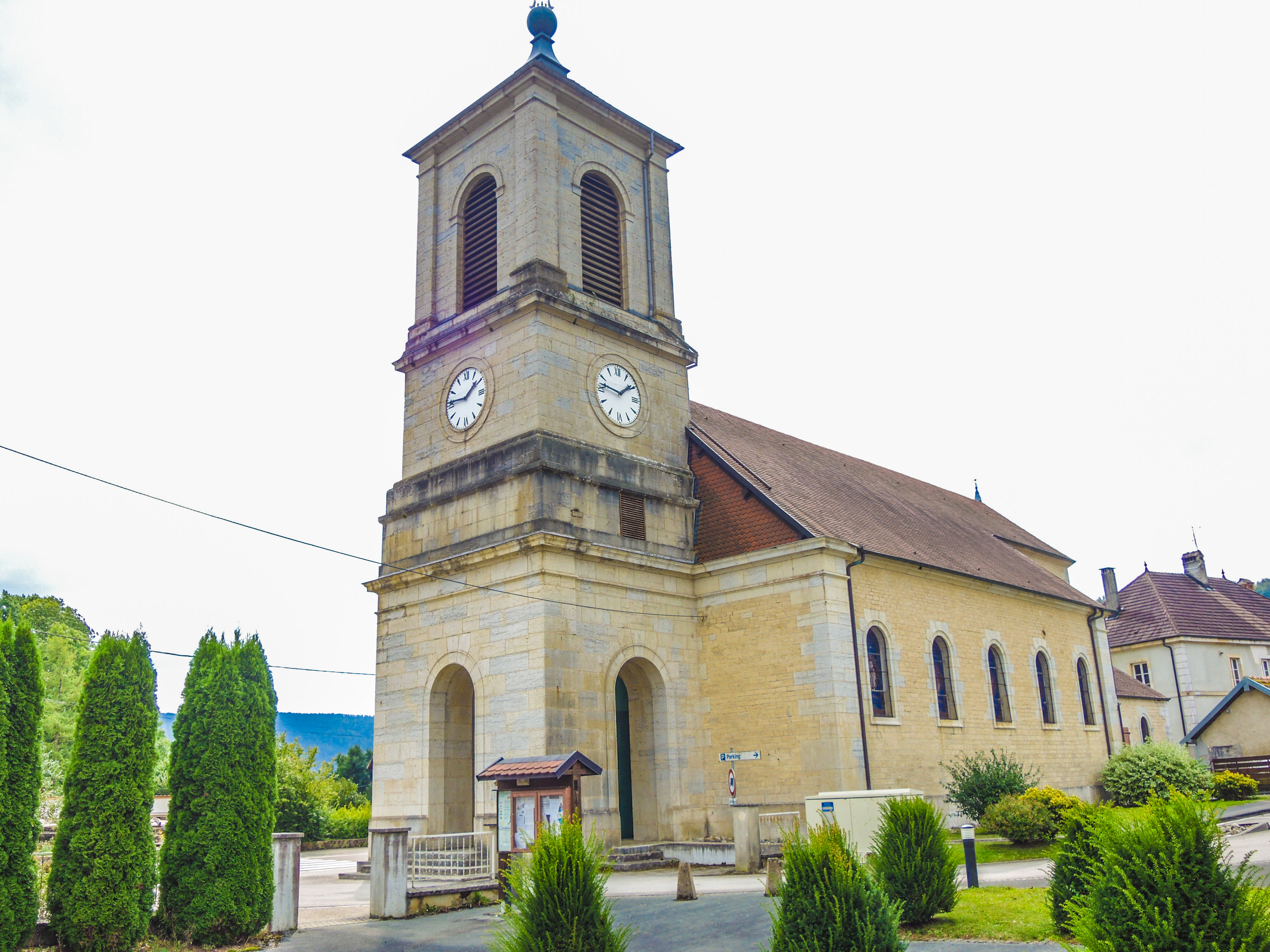
L'église Saint-Ursin.
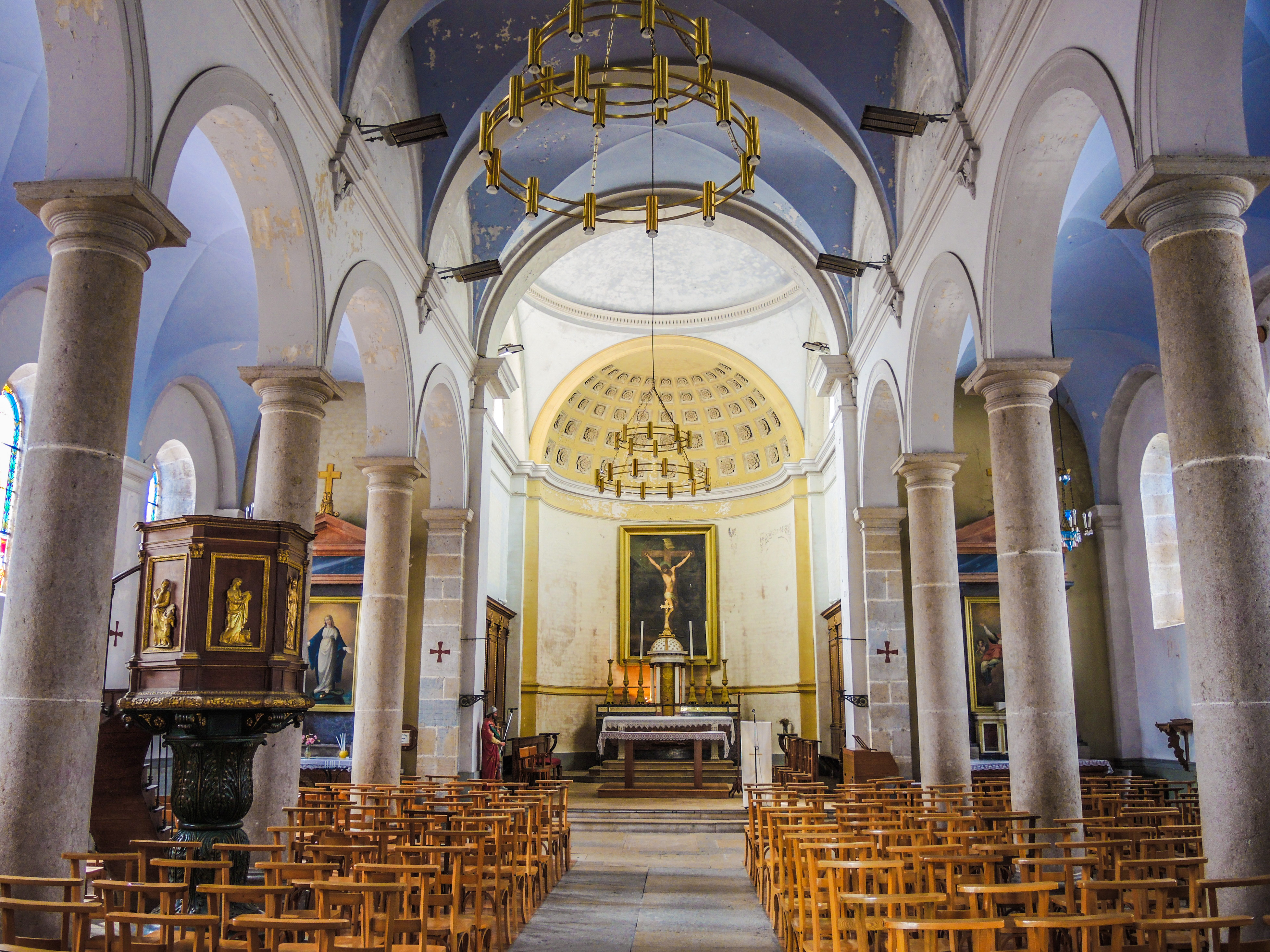
La nef de l'église.
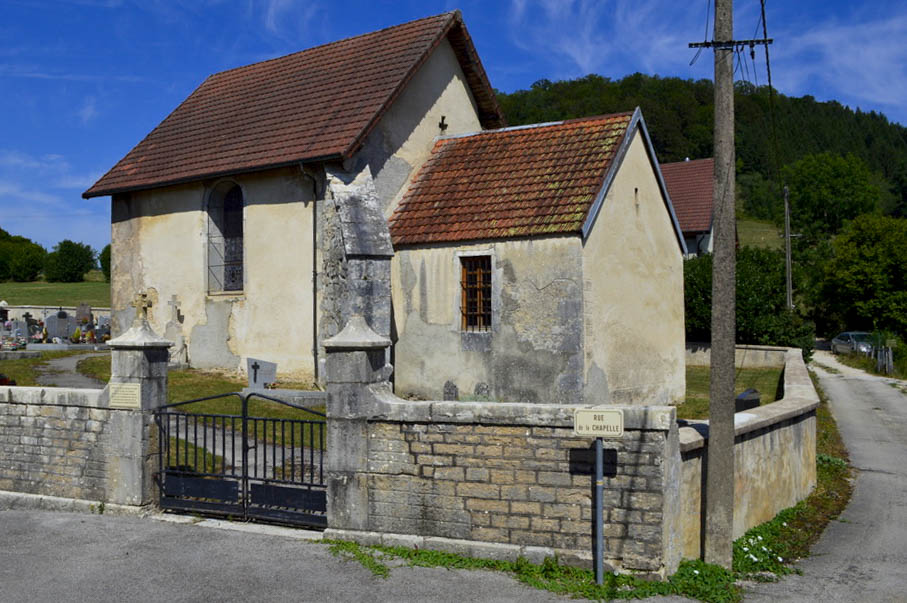
La chapelle du cimetière.
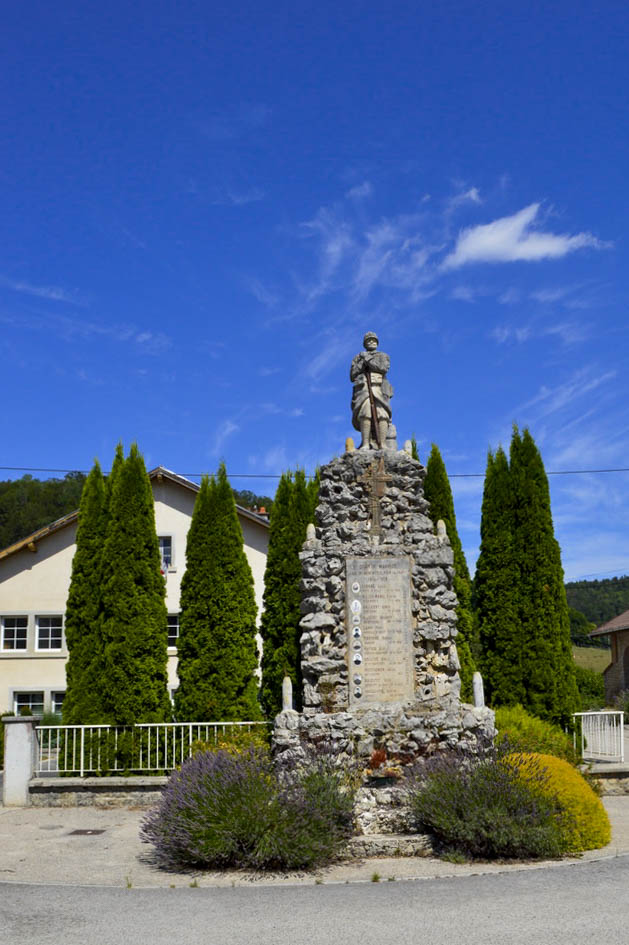
Le monument aux morts.
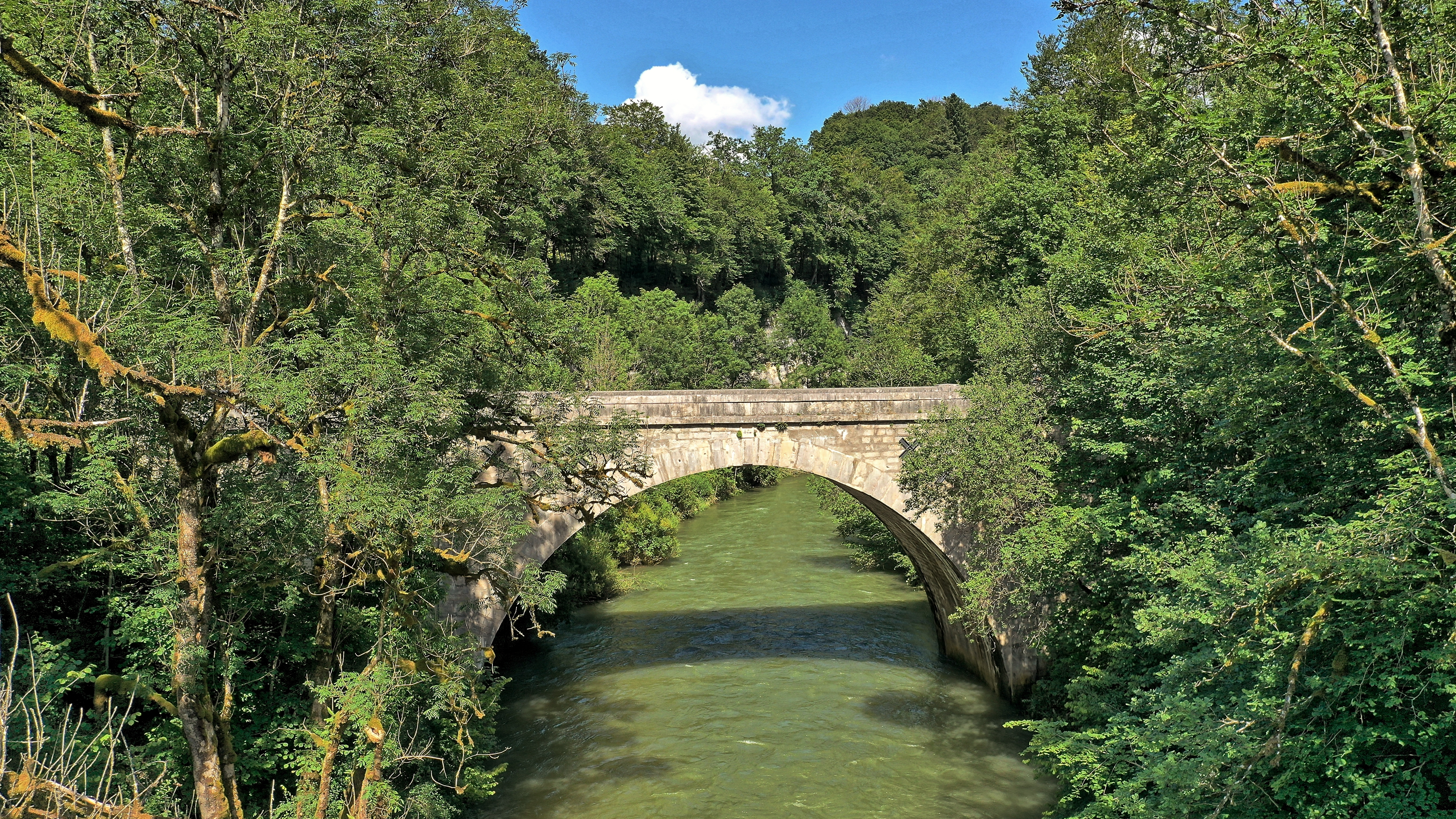
Le pont Neuf.

## Lieux-dits
La Commune de Cour-Saint-Maurice comporte différents lieux-dits en plus de son bourg.
- Le Pont Neuf, situé à proximité du Pont Neuf. Ce pont permet de traverser le Dessoubre et de rejoindre Maîche.
- L'Aigre côte, situé dans la côte reliant le Pont Neuf au village de Cour-Saint-Maurice
- Le moulin du Bas, situé en contrebas du village le long du Dessoubre. Ce lieu-dit comptait autrefois une scierie entrainée par la force du Dessoubre. On peut encore y voir le barrage ainsi que la conduire forcée.
- Le Bout du pont, situé également en contrebas du village, le long du Dessoubre et au bout d'une combe. Ce lieu-dit ne comporte qu'une seule maison qui hébergeait autrefois le voiturier de la scierie.

## Personnalités liées à la commune
Jacques-Joseph_Ebelmen